# سلاویک هایراپتیان (سیاستمدار)
سلاویک استپانی هایراپتیان (ارمنی: Սլավիկ Ստեփանի Հայրապետյան؛ زادهٔ ۱ فوریهٔ ۱۹۴۷) یک سیاستمدار اهل ارمنستان است که از تاریخ ۱۹۹۰ تا تاریخ ۱۹۹۹ سمت نمایندگی نماینده دوره اول مجلس ملی جمهوری ارمنستان و دوره اول مجلس ملی جمهوری ارمنستان را برعهده داشت.

## زندگی‌نامه
در ۱ فوریهٔ ۱۹۴۷ در کاوارت به دنیا آمد و از دانشگاه دولتی وانادزور فارغ‌التحصیل شد. 